# AEW Dynamite
AEW Dynamite — телевизионное рестлинг-шоу, выпускаемое американским промоушеном All Elite Wrestling (AEW) и транслируемое на телеканала TBS (до января 2022 — на TNT) в Соединенных Штатах. Шоу дебютировало 2 октября 2019 года и является флагманской программой AEW, выходит в эфир еженедельно в двухчасовом формате.
AEW Dynamite — первая телевизионная рестлинг программа, вышедшая в эфир на телеканале TNT после финального эпизода WCW Monday Nitro 26 марта 2001 года.

## История
Созданная в январе 2019 года новая федерация AEW, подала заявку на регистрацию нескольких товарных знаков, включая Tuesday Night Dynamite, предполагалось, что данное название для телевизионного шоу. В июне 2019 года AEW зарегистрировала дополнительный товарный знак Wednesday Night Dynamite, что привело к мнению, что шоу будет транслироваться в ночь на среду под этим названием. 15 мая 2019 года AEW и WarnerMedia объявили о заключении контракта на еженедельное шоу, которое станет транслироваться в прямом эфире на TNT.
В апреле комментатор Джим Росс подтвердил, что шоу будет еженедельным двухчасовым и транслироваться в живом формате. Во время Fight for the Fallen Крис Джерико подтвердил, что шоу начнется в октябре. 24 июля AEW объявили, что премьера шоу состоится в среду 2 октября, и будет транслироваться в прямом эфире с Кэпитал Уан-арена в Вашингтоне. Президент AEW Тони Хан сказал, что они решили транслировать шоу в ночь на среду, а не во вторник, потому что TNT ведёт трансляцию Национальной баскетбольной ассоциации (НБА) во вторник. Это также предотвратило конкуренцию за зрителя против Национальной футбольной лиги (НФЛ), к которой имеет отношение Хан.
30 августа, за день до All Out, TNT выпустили в эфир часовой специальный выпуск под названием Countdown to All Out, в 10 вечера по восточному времени, который привлёк в среднем 390 000 зрителей. Как и для других своих событий, AEW начали серию сюжетов на YouTube 4 сентября под названием The Road to AEW на TNT, чтобы выстроить сюжетные линии перед дебютной трансляцией. 19 сентября 2019 года название шоу было указано как All Elite Wrestling: Dynamite. Двухчасовое превью шоу под названием Countdown to All Elite Wrestling: Dynamite вышло в эфир 1 октября и собрало в среднем 631 000 зрителей.

### Войны в ночь на среду
В августе 2019 года WWE объявили, что они переносят вещание своего шоу WWE NXT из WWE Network на телеканал USA Network и расширяет временной интервал передачи до двухчасовой трансляции. Трансляция будет в том же временном интервале, что и предстоящее шоу от AEW. Премьера NXT на телеканале состоялась в США 18 сентября, за две недели до дебюта AEW Dynamite в эфире TNT.
2 октября 2019 года шоу Dynamite дебютировало на TNT, собрав у экранов в среднем 1,409 миллиона зрителей, что сделало его крупнейшим телевизионным дебютом на TNT за пять лет. В то же время NXT дебютировал в двухчасовом интервале на USA Network (предыдущие два эпизода показывали первый час USA Network со второго часа WWE Network), их зрительная аудитория составили в среднем 891 000 зрителей. Dynamite перебил NXT в зрительской гонке и серьёзно увеличил к себе интерес в ключевой возрастной зрительской группе от 18 до 49, заинтересовав среднюю аудиторию в 878 000 зрителей по сравнению с 414 000 у NXT. Это также привело к началу новой войны за зрителя со времён противостояния Войн в ночь на понедельник. Не вошедшие в трансляцию матчи снимаются для эфиров на AEW Dark по вторникам (за исключением PPV), где эпизоды транслируются по пятницам на канале AEW на YouTube.

## Ростер
Основная статья Ростер All Elite Wrestling

### Команда вещания
| Комментаторы     | Реальное имя             | Примечания                                    | Ссылки        |
| ---------------- | ------------------------ | --------------------------------------------- | ------------- |
| Алекс Абрахантес | Алекс Абрахантес         | Испаноязычный комментатор                     | [ 41 ]        |
| Алекс Марвез     | Алекс Марвез             | Берёт интервью за кулисами                    | [ 42 ]        |
| Даша Гонсалес    | Даша Курет Гонсалес      | Испаноязычный комментатор Ведущая AEW Dark    | [ 43 ]        |
| Экскалибур       | Марк Летцманн            | Комментатор                                   | [ 44 ]        |
| Голденбой        | Алекс Мендес             | Комментатор                                   | [ 45 ]        |
| Дженн Стергер    | Дженнифер Линетт Стергер | Берёт интервью за кулисами                    | [ 46 ]        |
| Джим Росс        | Джеймс Уильям Росс       | Комментатор, эксперт-аналитик                 | [ 47 ]        |
| Джастин Робертс  | Джастин Джейсон Робертс  | Ринг-анонсер                                  | [ 44 ]        |
| Тони Шавони      | Ной Энтони Шавони-мл.    | Комментатор Ведущий AEW Dark Старший продюсер | [ 43 ] [ 48 ] |

### Рефери
| Рефери         | Реальное имя   | Примечания                          | Ссылки        |
| -------------- | -------------- | ----------------------------------- | ------------- |
| Обри Эдвардс   | Обри Эдвардс   | Девушка рефери Координатора проекта | [ 49 ]        |
| Брайс Ремсбург | Брайс Ремсбург | Рефери                              | [ 50 ]        |
| Эрл Хебнер     | Эрл Хебнер     | Рефери                              | [ 51 ]        |
| Пол Тернер     | Пол Тернер     | Старший судья                       | [ 52 ] [ 53 ] |
| Рик Нокс       | Рик Нокс       | Рефери                              | [ 54 ]        |

## Международное вещание
8 мая 2019 года AEW заключила соглашение с британской медиакомпанией ITV plc о предоставлении прав вещания шоу от AEW на ITV4.. В Соединённом Королевстве Dynamite будет добавлен в ITV Hub в четверг вечером, а в эфир на ITV4 в пятницу вечером.
15 мая 2019 года был заключён контракт на трансляцию выступлений с платной подпиской на B/R Live в Соединенных Штатах и Канаде.
25 сентября 2019 года AEW объявила соглашении с FITE TV о международном потоковом соглашении, в первую очередь для регионов за пределами Северной Америки через пакет «AEW Plus», который включает в себя прямую трансляцию и доступ к вещанию Dynamite в одно время с американским эфиром.
Канадская Bell Media приобрела права на трансляцию Dynamite на TSN, отметив возвращение рестлинга в эфир после того, как WWE Raw перешла на другую вещательную сеть The Score (ныне Sportsnet 360) осенью 2006 года. Шоу транслируется одновременно с эфиром на TNT в США (но подлежит корректировки; чтобы избежать одновременного показа с Главной Лигой бейсбола и Национальной баскетбольной ассоциацией) чьи плей-офф показывает TruTV, а также TSN Direct, на канале TSN.
| Сеть            | Телеканал | Страна | Ссылки |
| --------------- | --------- | --- | ------ |
| TSN Direct      | TSN       | Канада | [ 67 ] |
| ITV Hub FITE TV | ITV4 ITV  | Великобритания | [ 68 ] |
| FITE TV         | ITV4 ITV  | Ирландия | [ 68 ] |
| FITE TV         | TNT Serie | Германия, Австрия, Швейцария, | [ 69 ] |
| FITE TV         | Toonami   | Франция, | [ 70 ] |
| FITE TV         | N/A       | Австралия, Япония, Южная Корея, Италия, Португалия, Испания, Чили, Бразилия, Средний Восток, Индия, Румыния, Перу, Мексика, Южная Африка | [ 69 ] |